# Presidente da Colômbia
Presidente da Colômbia é o título que recebe o chefe de Estado e chefe de governo dos Colômbia, o mais alto cargo político do país por influência e reconhecimento. O presidente lidera o poder executivo do governo nacional e é um dos dois membros eleitos do poder executivo (o outro sendo o vice-presidente). O artigo 10 da Constituição da Colômbia torna-o comandante em chefe das forças armadas, autoriza-o a nomear oficiais executivos e judiciais com o conselho e consentimento do Senado.
O presidente é eleito pelo povo diretamente, através do sufrágio universal para um mandato de quatro anos, sem possibilidade de ser reeleito para um segundo mandato ratificado pelo Congresso em 2010, após a reforma constitucional sofrida em 2004 com a qual Álvaro Uribe e Juan Manuel Santos conseguiu ser reeleito para um segundo mandato. A posse do presidente da Colômbia acontece no dia 7 de agosto do mesmo ano da eleição, tradicionalmente às 3 horas, no pórtico central do Capitólio Nacional. Dentre as principais funções inerentes ao cargo, o presidente comanda as forças armadas. 